# Гбељани
Гбељани (слч. Gbeľany) насељено је мјесто са административним статусом сеоске општине (слч. obec) у округу Жилина, у Жилинском крају, Словачка Република.

## Становништво
| Година:    | 1994. | 2004.   | 2014.   | 2024.    |
| ---------- | ----- | ------- | ------- | -------- |
| Број људи: | 1151  | 1244    | 1225    | 1586     |
| Разлика:   |       | +8,07 % | -1,52 % | +29,46 % |

| Година:    | 2023. | 2024.   |
| ---------- | ----- | ------- |
| Број људи: | 1567  | 1586    |
| Разлика:   |       | +1,21 % |

Према подацима о броју становника из 2024. године насеље је имало 1586 становника.